# Trachylepis atlantica
Trachylepis atlantica (Schmidt, 1945) è un sauro della famiglia degli Scincidi endemico dell'arcipelago di Fernando de Noronha (Brasile).